# Papa Malick Ba
Papa Malick Ba est un footballeur sénégalais né le 11 novembre 1980 à Pikine.

## Biographie
Le 16 mai 2010, il prolonge de deux saisons supplémentaires avec le FC Nantes ; il est désormais lié avec le FCN jusqu'en 2012. Le milieu de terrain est l'auteur lors de la saison 2009-2010 d'un but en 26 apparitions, il n'a joué aucun match lors de la saison 2011-2012, où il s'est entrainé toute l'année avec l'équipe réserve dirigée par Loïc Amisse.
Ba participe à la Coupe d'Afrique des nations 2008 avec l'équipe du Sénégal.
En 2017, il s'engage avec le Club Sportif Sfaxien pour le poste de directeur technique.

## Carrière
- 1996-1997 : Juventus Dakar ( Sénégal)
- 1997-2005 : CS Sfax ( Tunisie)
- 2005-2008 : FC Bâle ( Suisse)
- 2008-2009 : Dinamo Bucarest ( Roumanie)
- 2009-2012 :  FC Nantes ( France)
- jan. 2013-2016 :  FC Mulhouse ( France)

### Palmarès
- Vainqueur de la Ligue des champions arabes en 2000 et 2004
- Champion de Tunisie en 2005
- Vainqueur de la Coupe de Tunisie en 2004
- Champion de Suisse en 2008
- Vainqueur de la Coupe de Suisse en 2007 et 2008